# هيدريد الألومنيوم
 هيدريد الألومنيوم  مركب كيميائي له الصيغة AlH3، ويكون على شكل بلورات بيضاء.

## التحضير
يحضر مركب هيدريد الألومنيوم من تفاعل هيدريد الليثيوم مع كلوريد الألومنيوم في وسط من ثنائي إيثيل الإيثر.
3LiH + AlCl3 → AlH3 + 3LiCl

## الخواص
- مركب هيدريد الألومنيوم غير ثابت، حيث يتفكك بتماسه مع الماء والهواء الرطب بشكل عنيف.
- ينحل هيدريد الألومنيوم في الإيثر الإيثيلي مشكلا معقد إيثرات ثنائي إيثيل الألومنيوم

AlH3 + (C2H5)2O → H3Al.O(C2H5)2
يتفكك هذا المعقد بالتماس مع الماء بشكل ناشر للحرارة.
- يتفاعل هيدريد الألومنيوم مع غاز ثنائي أكسيد الكربون عند درجات حرارة مرتفعة حيث يختزله إلى غاز الميثان مع تشكل أكسيد الألومنيوم حسب المعادلة:

4AlH3 + 3CO2 → 3CH4 + 2Al2O3

## الاستخدامات[3]
- يستخدم كعامل اختزال في الكيمياء بشكل عام وكحفاز في تفاعلات البلمرة.
- يستخدم من أجل تحضير هيدريد ألومنيوم الليثيوم بتفاعله مع هيدريد الليثيوم في وسط من الإيثر.

AlH3 + LiH → LiAlH4